# 227326 Narodychi
227326 Narodychi è un asteroide della fascia principale. Scoperto nel 2005, presenta un'orbita caratterizzata da un semiasse maggiore pari a 2,4104412 UA e da un'eccentricità di 0,1523188, inclinata di 2,59086° rispetto all'eclittica.